# غراب الغابة
غراب الغابة الأسود (الاسم العلمي: Corvus tasmanicus) ينتمي لرتبة العصفوريات، فصيلة الغرابيات، موطنه الأصلي تاسمانيا وبعض الأجزاء الواقعة جنوب فيكتوريا، مثل ويلسونز برومونتوري وبورتلاند. وتوجد أيضًا مجموعات في أجزاء من نيوساوث ويلز، تشمل دوريجو وأرميدال. يبلغ طوله 30-35 سم (20-12 بوصة)، ولون ريشه ومنقاره ورجليه أسود بالكامل. وكما هو الحال بالنسبة لنوعَي الغراب الأسود الآخرَين الموجودَين في أستراليا، لدى ريشه الأسود قواعد رمادية اللون. تكون قزحية العين بيضاء اللون لدى الطيور البالغة؛ بينما يكون لونها لدى الطيور الأصغر سنًا بنيًا غامقًا ثم تكون القزحية ذات لون بني فاتح مع وجود حافة داخلية زرقاء. تعتبر المجتمعات التي تسكن منطقة نيوساوث ويلز نوبعًا مستقلًا C. tasmanicus boreus لكن يبدو أنها تنتمي للنويعات التاسمانية من الناحية الجينية.
يعيش غراب الغابة الأسود في تاسمانيا في تنوع واسع من مواطن العيش الطبيعية، إلا أنه يكون محدودًا بغابة أكثر انغلاقًا في البر الرئيسي بأستراليا. يحدث التزاوج في فصلي الربيع والصيف، ويحدث في تاسمانيا في وقتٍ لاحقٍ لحدوثه في نيوساوث ويلز. العش عبارة عن بناء من العصي يشبه الوعاء، يوجد مرتفعًا على إحدى الأشجار. غراب الغابة الأسود هو حيوان قارت (من آكلات النباتات واللحوم) وانتهازي غذائيًا؛ حيث يأكل مجموعة متنوعة من المواد النباتية والحيوانية، بالإضافة إلى مخلفات الطعام من المناطق العمرانية والحيوانات المقتولة على الطرق. وهو متهم بقتل الأغنام والدواجن والإغارة على البساتين في تاسمانيا، وهو غير محمي وفقًا للتشريعات التاسمانية. غراب الغابة الأسود طائر مقيم، وبشكل عام ترتبط أزواج غراب الغابة الأسود طوال العمر وتؤسس مناطق عيش دائمة.

## التصنيف والتسمية
ذكر جون لاثام في وصفه لـ«غراب بحر الجنوب (أوقيانوسيا)» عام 1781، أن له ريشًأ مسترسلًا يغطي منطقة الحلق، وأنه يوجد «بالجزر الودودة» في بحر الجنوب، لكنه لم يعطه اسمًا ثنائيًا. وعلى الرغم من أن «الجزر الودودة» تشير إلى تونجا، إلا أن العينة تشبه ما يُعرف باسم غراب الغابة، وكان قد جمعها الطبيب العامل على متن السفن ويليام أندرسون خلال الرحلة الثالثة لجيمس كوك عام 1777. وكتب بشأن النوع، «الغربان، مماثلة تقريبًا للغربان لدينا في إنجلترا.» جمع أندرسون عينات الطيور، بصفته مسؤول التاريخ الطبيعي الخاص بالبعثة، لكنه مات إثر إصابته بالسل قبل العودة إلى الوطن. العديد من المواقع المحلية التي تشير لأماكن جمع العينات كانت خاطئة، والملاحظات إما فُقدت أو جُمعت سويًا بعد عدة سنوات. أطلق عالم التاريخ الطبيعي الألماني يوهان فريدريش غملين على هذا النوع اسم (بالإنجليزية: Corvus australis)‏ في الطبعة الثالثة عشرة من كتابه نظام الطبيعة عام 1788.